# Love Shine a Light
«Love Shine a Light» (en español: "El amor hace brillar una luz") es una canción y sencillo ganadora del Festival de la Canción de Eurovisión 1997, compuesta por Kimberley Rew e interpretada por la banda anglo-estadounidense Katrina & the Waves, siendo el mayor éxito del grupo junto con "Walking on Sunshine".
«Love Shine a Light» consiguió la noche del 3 de mayo de 1997 en el Point Theatre de Dublín (Irlanda) la mayor cantidad de puntos cosechada por una canción en Eurovisión hasta el momento, un total de 227, en representación del Reino Unido. Diez de los 24 países que optaban a votarla le dieron la máxima valoración y todas las televisiones la votaron. El récord fue superado en 2004 al poder votar a partir de ese año los países que quedan descalificados en la semifinal. 
El tema fue número #3 en la lista oficial de ventas británica.
En el año 2020, tras la cancelación del Festival de Eurovisión que se iba a celebrar en Róterdam (Países Bajos) como consecuencia de la crisis provocada por la enfermedad del COVID-19, la televisión holandesa junto a la EBU realizó un programa especial para todo el planeta como homenaje al Festival de Eurovision y a los artistas que se quedaron sin poder participar en este festival, llamado "Europe shine a light". A través de la letra de la canción se intentó lanzar un mensaje de esperanza en tiempos difíciles, la canción fue interpretada durante el programa por músicos de toda Europa mientras se iban iluminando los monumentos más importantes de cada país, al final del programa cada artista que iba a participar en esa edición frustrada de Eurovisión interpretó un verso de la canción, siendo el último cantado por la propia Katrina Leskanich, vocalista del grupo.

## Versiones por otros artistas
"Love Shine a Light" fue versionado por Kikki Danielsson (1997) ("Låt ett ljus få brinna"). Años después, en 2023, también fue interpretado por el grupo coral inglés Libera.